# Parti travailliste uni de Grenade
Le Parti travailliste uni de Grenade ((en) : Grenada United Labour Party) (GULP) est un parti politique de Grenade fondé en 1950.

## Historique
Eric Gairy dirigeant syndicaliste fonde ce parti en 1950 pour participer aux premières élections où il remporte six sièges sur huit. Il obtient le même score en 1954. Les élections de 1954 ont abouti au même résultat. Aux élections de 1957, il perd son hégémonie sur le Parlement grenadien avec deux sièges sur huit, contre deux pour le Parti national grenadien d'Herbert Blaize et deux pour le Mouvement démocratique populaire, les deux derniers sièges revenant comme lors des précédentes élections à des indépendants.
Le gouvernement colonial confie alors la direction du nouveau gouvernement autonome de Grenade à Herbert Blaize et parvient à destituer Eric Gairy de son siège de député. Cependant en juillet 1961, le GULP remporte les élections avec huit élus sur dix, et à la suite d'une élection partielle, Gairy peut enfin devenir Ministre en chef de Grenade en août 1961. 
À la suite d'accusations de malversations contre Eric Gairy, la chambre basse du Parlement est dissoute et les nouvelles élections ramènent le Parti national grenadien au pouvoir et le GULP dans l'opposition. Il faut attendre 1972 pour qu'il revienne au pouvoir et qu'Eric Gairy redevienne Premier Ministre en 1972. Il soutient ce dernier dans sa dérive autoritaire et reste le parti dominant aux élections de 1976. 
Après la période du Gouvernement révolutionnaire populaire de la Grenade qui avait éliminé Eric Gairy du pouvoir, le GULP ne parvient pas à revenir au pouvoir et malgré la présence intermittente d'un élu au Parlement de Grenade, il ne parvient plus à avoir un rôle politique dans la Grenade qui suit l'Invasion de la Grenade.